# Raión de Limán (óblast de Donetsk)
Raión de Limán (en ucraniano: Лиманський район) es un antiguo raión o distrito de Ucrania en el óblast de Donetsk. La capital fue la ciudad de Limán.
Comprende una superficie de 1018 km².

## Demografía
Según estimación 2010 contaba con una población total de 24974 habitantes.

## Otros datos
El código KOATUU es 1423000000. El código postal 84400 y el prefijo telefónico +380 6261.